# Загадки Всесвіту (телепрограма)
Загадки Всесвіту (оригінальна назва  — англ. The Universe)  — цикл документальних передач американського виробництва, що розповідає про всесвіт, дає відповіді на різні питання про космос (великий вибух, сонце, планети, чорні діри, інші галактики тощо).

## Про проєкт

### Україна
Настав час по-новому поглянути на Всесвіт, у якому ми живемо. Адже, що більше ми дізнаємось про нього, то більше розуміємо про значення людини у світі. Вже півстоліття минулого з того часу, коли людина вийшла у відкритий космос. Проте тільки зараз Всесвіт відкриває нам свої найпотаємніші загадки.
Побувайте на червоних просторах далекого Марса. Станьте свідками народження нових зірок. Та дізнайтесь, чи є життя на далеких планетах?

### США
Від планет до зірок і на край невідомого, історія і наука зіштовхуються у популярному історичному телесеріалі «Загадки Всесвіту», тепер вже у четвертому сезоні. Свіжі новаторські відкриття і ще більш вражаюча високоякісна комп'ютерна анімація, це чудова і поки що смертельна подорож крізь простір і час. Пройшло п'ятдесят років відколи перша людина наважилась вийти у космічний простір, проте небеса тільки зараз розкривають свої найбільші таємниці. Подібно до останнього деструктивного впливу на Юпітер, що був спричинений кометою чи астероїдом завбільшки із Землю, нові феномени відкриваються майже щоденно, науковці знаходять нові планети і вдивляються у найглибші куточки космосу, закладаючи новий ґрунт у розумінні Всесвіту та його загадок. У цьому новому сезоні глядачі потрапляють у нові загадкові місця, включаючи ті, про існування яких ми не знали ще минулого року  — певні приховані смертельні сили, що можуть назавжди змінити життя на Землі.
Дізнайтесь більше про Альберта Ейнштейна, чиї роботи зробили революцію у розумінні всесвіту людиною